# SWAT: Global Strike Team
SWAT: Global Strike Team est un jeu vidéo de tir tactique développé par Argonaut Games et édité par Sierra Entertainment, sorti en 2003 sur PlayStation 2 et Xbox.

## Accueil
- Jeuxvideo.com : 10/20[1]